# Englische Rugby-Union-Meisterschaft 2019/20
Die Saison 2019/20 von Premiership Rugby war die 33. Saison der obersten Spielklasse der englischen Rugby-Union-Meisterschaft. Aus Sponsoringgründen trug sie den Namen Gallagher Premiership. Sie begann am 18. Oktober 2019, umfasste 22 Spieltage (je eine Vor- und Rückrunde) und sollte ursprünglich bis zum 6. Juni 2020 dauern. Beim Ausbruch der COVID-19-Pandemie im Vereinigten Königreich im Anfang März 2020 waren schon 13 Spielrunden ausgespielt. Das Wettbewerb wurde am 14. August fortgesetzt und endete am 7. Oktober 2020. Anschließend qualifizierten sich die vier bestplatzierten Mannschaften für das Halbfinale, die Halbfinalsieger trafen am 24. Oktober 2020 im Finale im Twickenham Stadium aufeinander. Die Saracens konnten ihren Titel nicht verteidigen, nachdem sie einen 35-Punkte-Abzug erhielten, weil sie gegen die Verordnungen der Gehaltsdeckelung verstoßen hatten. Meister wurden die Exeter Chiefs durch den Sieg im Finale gegen den Wasps RFC. Die Saracens stiegen ab, an ihre Stelle traten die Newcastle Falcons.

## Gallagher Premiership

### Tabelle
M = Amtierender Meister

P = Promotion (Aufsteiger) aus der RFU Championship

|     | Team               | Spiele | Siege | Unent. | Ndlg. | Spiel- punkte | Diff. | Bonus- punkte | Tabellen- punkte |
| --- | ------------------ | ------ | ----- | ------ | ----- | ------------- | ----- | ------------- | ---------------- |
| 01. | Exeter Chiefs      | 22     | 15    | 0      | 7     | 630:443       | + 187 | 14            | 74               |
| 02. | Wasps RFC          | 22     | 14    | 0      | 8     | 662:497       | + 165 | 15            | 71               |
| 03. | Bristol Bears      | 22     | 14    | 1      | 7     | 561:457       | + 104 | 11            | 69               |
| 04. | Bath Rugby         | 22     | 14    | 1      | 7     | 520:457       | + 63  | 9             | 67               |
| 05. | Sale Sharks        | 22     | 13    | 0      | 9     | 546:375       | + 171 | 12            | 64               |
| 06. | Harlequins         | 22     | 10    | 1      | 11    | 517:560       | − 43  | 9             | 51               |
| 07. | Gloucester Rugby   | 22     | 8     | 0      | 14    | 515:513       | + 2   | 14            | 46               |
| 08. | Northampton Saints | 22     | 8     | 0      | 14    | 438:547       | − 109 | 10            | 42               |
| 09. | Worcester Warriors | 22     | 8     | 0      | 14    | 398:578       | − 180 | 9             | 41               |
| 10. | London Irish (P)   | 22     | 6     | 1      | 15    | 386:633       | − 247 | 8             | 34               |
| 11. | Leicester Tigers   | 22     | 6     | 1      | 15    | 374:609       | − 235 | 3             | 29               |
| 12. | Saracens (M)       | 22     | 13    | 1      | 8     | 583:461       | + 122 | 13            | − 38 *           |

* Den Saracens wurden wegen Verstößen gegen den Salary Cap 35 Punkte abgezogen. Am 26. Januar 2020 erhielten sie aus denselben Gründen einen zusätzlichen Abzug von 70 Punkten, was den automatischen Abstieg bedeutete.
Die Punkte wurden wie folgt verteilt:
- 4 Punkte bei einem Sieg
- 2 Punkte bei einem Unentschieden
- 0 Punkte bei einer Niederlage (vor möglichen Bonuspunkten)
- 1 Bonuspunkt für vier oder mehr Versuche, unabhängig vom Endstand
- 1 Bonuspunkt bei einer Niederlage mit sieben oder weniger Punkten Unterschied

### Playoff
Halbfinale
| 10. Oktober 2020 13:30 WESZ | Wasps RFC | 47 : 24        | Bristol Bears                                                                                           | Ricoh Arena, Coventry Zuschauer: 0 Schiedsrichter: Matthew Carley |
| 10. Oktober 2020 13:30 WESZ | Versuche: Fekitoa 8. erh. J. Willis 34. erh. Robson 59. erh. Kibirige 63. erh. Minozzi 65. erh. Erhöhungen: Gopperth (5/5) Straftritte: Gopperth (4/6) 14., 19., 30., 53. | (23:5) Bericht | Versuche: Morahan 21. n.erh. Thacker 48. erh. Randall 73. erh. Malins 77. erh. Erhöhungen: Sheedy (2/4) | Ricoh Arena, Coventry Zuschauer: 0 Schiedsrichter: Matthew Carley |

| 10. Oktober 2020 16:30 WESZ | Exeter Chiefs | 35 : 6         | Bath Rugby                             | Sandy Park, Exeter Zuschauer: 0 Schiedsrichter: Luke Pearce |
| 10. Oktober 2020 16:30 WESZ | Versuche: J. Hill 16. erh., 62. erh. Cowan-Dickie 29. erh. Hogg 50. n.erh. Devoto 69. erh. Erhöhungen: Simmonds (4/5) | (14:6) Bericht | Straftritte: Priestland (2/2) 22., 26. | Sandy Park, Exeter Zuschauer: 0 Schiedsrichter: Luke Pearce |

Finale
| 24. Oktober 2020 18:00 WESZ | Exeter Chiefs                                                                                            | 19 : 13         | Wasps RFC                                                                                | Twickenham Stadium, London Zuschauer: 0 Schiedsrichter: Craig Maxwell-Keys |
| 24. Oktober 2020 18:00 WESZ | Versuche: Slade 17. erh. Erhöhungen: J. Simmonds (1/1) Straftritte: J. Simmonds (4/4) 35., 40., 65., 80. | (13:10) Bericht | Versuche: Umaga 29. erh. Erhöhungen: Gopperth (1/1) Straftritte: Gopperth (2/2) 12., 58. | Twickenham Stadium, London Zuschauer: 0 Schiedsrichter: Craig Maxwell-Keys |

| 15                 | Stuart Hogg       |     |
| 14                 | Jack Nowell       |     |
| 13                 | Henry Slade       |     |
| 12                 | Ollie Devoto      |     |
| 11                 | Olly Woodburn     |     |
| 10                 | Joe Simmonds      |     |
| 09                 | Jack Maunder      | 60. |
| 08                 | Sam Simmonds      |     |
| 07                 | Jannes Kirsten    |     |
| 06                 | Dave Ewers        |     |
| 05                 | Jonny Hill        | 54. |
| 04                 | Sam Skinner       |     |
| 03                 | Harry Williams    | 60. |
| 02                 | Luke Cowan-Dickie | 60. |
| 01                 | Alec Hepburn      | 60. |
| Auswechselspieler: |                   |     |
| 16                 | Jack Yeandle      | 60. |
| 17                 | Ben Moon          | 60. |
| 18                 | Tomas Francis     | 60. |
| 19                 | Jonny Gray        | 54. |
| 20                 | Jacques Vermeulen |     |
| 21                 | Sam Hidalgo-Clyne | 60. |
| 22                 | Gareth Steenson   |     |
| 23                 | Ian Whitten       |     |
| Trainer:           |                   |     |
| Rob Baxter         |                   |     |

| 15                 | Matteo Minozzi       | 55. |
| 14                 | Zach Kibirige        |     |
| 13                 | Juan De Jongh        | 73. |
| 12                 | Jimmy Gopperth       |     |
| 11                 | Josh Bassett         |     |
| 10                 | Jacob Umaga          |     |
| 09                 | Dan Robson           |     |
| 08                 | Tom Willis           | 45. |
| 07                 | Thomas Young         |     |
| 06                 | Jack Willis          |     |
| 05                 | Will Rowlands        |     |
| 04                 | Joe Launchbury       |     |
| 03                 | Jeff Toomaga-Allen   | 65. |
| 02                 | Tommy Taylor         | 50. |
| 01                 | Tom West             | 53. |
| Auswechselspieler: |                      |     |
| 16                 | Gabriel Oghre        | 50. |
| 17                 | Ben Harris           | 53. |
| 18                 | Biyi Alo             | 65. |
| 19                 | James Gaskell        | 45. |
| 20                 | Ben Morris           |     |
| 21                 | Ben Vellacott        |     |
| 22                 | Lima Sopoaga         | 55. |
| 23                 | Michael Le Bourgeois | 73. |
| Trainer:           |                      |     |
| Lee Blackett       |                      |     |

### Statistik
|    | Name                  | Verein           | Versuche |
| -- | --------------------- | ---------------- | -------- |
| 1. | Ben Earl              | Saracens         | 11       |
| 1. | Ollie Thorley         | Gloucester Rugby | 11       |
| 3. | Jonny Hill            | Exeter Chiefs    | 10       |
| 3. | Zach Kibirige         | Wasps RFC        | 10       |
| 3. | Luke Morahan          | Bristol Bears    | 10       |
| 3. | Louis Rees-Zammit     | Gloucester Rugby | 10       |
| 3. | Sam Simmonds          | Exeter Chiefs    | 10       |
| 8. | Ollie Hassell-Collins | London Irish     | 9        |
| 8. | Ruaridh McConnochie   | Bath Rugby       | 9        |
| 8. | Jack Willis           | Wasps RFC        | 9        |

|     | Name              | Verein             | Punkte |
| --- | ----------------- | ------------------ | ------ |
| 1.  | Rhys Priestland   | Bath Rugby         | 206    |
| 2.  | Marcus Smith      | Harlequins         | 198    |
| 3.  | Callum Sheedy     | Bristol Bears      | 181    |
| 4.  | Jimmy Gopperth    | Wasps RFC          | 165    |
| 5.  | Joe Simmonds      | Exeter Chiefs      | 143    |
| 6.  | Robert du Preez   | Sale Sharks        | 141    |
| 7.  | Duncan Weir       | Worcester Warriors | 127    |
| 8.  | Billy Twelvetrees | Gloucester Rugby   | 114    |
| 9.  | James Grayson     | Northampton Saints | 114    |
| 10. | Manu Vunipola     | Saracens           | 98     |

## RFU Championship
Die Saison der zweiten Liga, der RFU Championship, sollte 22 Spieltage (je eine Vor- und Rückrunde) umfassen. Am 20. März 2020 wurde das Wettbewerb offiziell abgesagt. Am 2. April veröffentlichte die Rugby Football Union das Endstand der Tabelle, die durch den Best Playing Record Formula errechnet wurde.

P = Promotion (Aufsteiger) aus der National Division One

R = Relegation (Absteiger) aus der Premiership

|     | Team                  | Spiele | Siege | Unent. | Ndlg. | Spiel- punkte | Diff. | Bonus- punkte | Tabellen- punkte | Ø Punkte |
| --- | --------------------- | ------ | ----- | ------ | ----- | ------------- | ----- | ------------- | ---------------- | -------- |
| 01. | Newcastle Falcons (R) | 15     | 15    | 0      | 0     | 486:151       | + 355 | 11            | 71               | 104,50   |
| 02. | Ealing Trailfinders   | 14     | 11    | 1      | 2     | 491:253       | + 238 | 7             | 53               | 83,42    |
| 03. | Cornish Pirates       | 15     | 11    | 0      | 4     | 377:234       | + 143 | 8             | 52               | 75,43    |
| 04. | Coventry RFC          | 15     | 8     | 1      | 6     | 399:318       | + 81  | 10            | 44               | 65,80    |
| 05. | Ampthill RUFC (P)     | 15     | 8     | 1      | 6     | 368:399       | − 31  | 6             | 40               | 58,34    |
| 06. | Nottingham RFC        | 13     | 6     | 0      | 7     | 293:233       | + 60  | 7             | 31               | 50,88    |
| 07. | Jersey Reds           | 14     | 6     | 0      | 8     | 320:350       | − 30  | 8             | 32               | 49,04    |
| 08. | Bedford Blues         | 15     | 6     | 0      | 9     | 253:325       | − 72  | 7             | 31               | 46,36    |
| 09. | London Scottish       | 13     | 3     | 1      | 9     | 226:288       | − 62  | 8             | 22               | 43,43    |
| 10. | Doncaster Knights     | 15     | 6     | 0      | 9     | 268:351       | − 83  | 4             | 28               | 36,84    |
| 11. | Hartpury College RFC  | 13     | 3     | 1      | 9     | 225:317       | − 92  | 8             | 24               | 35,29    |
| 12. | Yorkshire Carnegie    | 13     | 0     | 0      | 13    | 166:647       | − 481 | 1             | 1                | 2,75     |

Die Punkte werden wie folgt verteilt:
- 4 Punkte bei einem Sieg
- 2 Punkte bei einem Unentschieden
- 0 Punkte bei einer Niederlage (vor möglichen Bonuspunkten)
- 1 Bonuspunkt für vier oder mehr Versuche, unabhängig vom Endstand
- 1 Bonuspunkt bei einer Niederlage mit sieben oder weniger Punkten Unterschied